# WE SHALL RETURN! 〜君だけのチャゲ&飛鳥 PART II〜
『WE SHALL RETURN! 〜君だけのチャゲ&飛鳥 PART II〜』（ウィ・シャル・リターン きみだけのちゃげあんどあすか ツー）は、チャゲ＆飛鳥（現：CHAGE and ASKA）のライブ・ビデオ。1987年6月14日にVHS(ファンクラブ限定)で発売された。

## 概要
C&Aとしては『ONE NIGHT MAGIC 〜君だけのチャゲ&飛鳥〜』以来となるファンクラブ限定で発売された映像作品。
1987年に行ったコンサートツアー「We Shall Return」の模様を収録。
本作は現在に至るまでDVDまたBlu-ray化がされておらず、一般販売が行われていない。

## 収録曲
1. Mr. ASIA
作詞・作曲：飛鳥涼
2. 指環が泣いた
作詞・作曲：飛鳥涼
3. 黄昏を待たずに
作詞・作曲：飛鳥涼
4. 月のしずく
作詞・作曲：飛鳥涼
5. MIX BLOOD
作詞・作曲：飛鳥涼
6. MOON LIGHT BLUES
作詞・作曲：飛鳥涼
7. 夏の終わり
作詞：澤地隆　作曲：チャゲ
8. ひとり咲き
作詞・作曲：飛鳥涼
9. LONDON POWER TOWN〜EXPLOSION〜Count Down〜モーニングムーン
  1. LONDON POWER TOWN
作詞・作曲：飛鳥涼
  2. EXPLOSION
作詞・作曲：飛鳥涼
  3. Count Down
作詞：澤地隆　作曲：チャゲ
  4. モーニングムーン
作詞・作曲：飛鳥涼
10. TURNING POINT
作詞・作曲：飛鳥涼
11. SAILOR MAN
作詞・作曲：飛鳥涼